# Scutiger adungensis
Scutiger adungensis är en groddjursart som beskrevs av Dubois 1979. Scutiger adungensis ingår i släktet Scutiger och familjen Megophryidae. IUCN kategoriserar arten globalt som otillräckligt studerad. Inga underarter finns listade i Catalogue of Life.